# Funkcionalni poremećaji
Funkcionalni poremećaj je krovni pojam za skupinu prepoznatljivih medicinskih stanja koja su posljedice promjena u funkcioniranju tjelesnih sustava, a ne bolesti koja utječu na strukturu tijela. Funkcionalni poremećaji su česti i složeni fenomeni koji predstavljaju izazov za sustave zdravstvene skrbi. Tradicionalno se u zapadnoj medicini smatra da je tijelo sastavljeno od različitih organskih sustava, ali se manje dobro razumije kako se sustavi međusobno povezuju ili komuniciraju. Funkcionalni poremećaji mogu utjecati na međudjelovanje nekoliko organskih sustava (na primjer gastrointestinalni, dišni, mišićno-koštani ili neurološki) što dovodi do višestrukih i varijabilnih simptoma, iako se ponekad samo ispolji jedan istaknuti simptom.

## Definicija
Pod funkcionalnim poremećajima uglavnom se podrazumijevaju stanja koja karakteriziraju:
- uporni i neugodni simptomi
- povezani su s oštećenjem ili invaliditetom
- gdje je patofiziološka osnova povezana s problemima u funkcioniranju i komunikaciji tjelesnih sustava (za razliku od bolesti koje utječu na strukturu organa ili tkiva).

Većina simptoma uzrokovanih tjelesnom/strukturalnom bolešću također može biti uzrokovana funkcionalnim poremećajem. Postoji mnogo primjera simptoma koje pojedinci mogu osjetiti, a neki od njih uključuju bol, umor, slabost, nedostatak zraka ili probleme s crijevima. Zbog toga se pojedinci često idu na brojne preglede prije nego što dijagnoza bude jasna. Iako ima sve više istraživanja oko eksplanatornih modela koja pridonose razumijevanje funkcionalnih poremećaja, strukturna skeniranja kao što je magnetska rezonancija ili laboratorijska ispitivanja kao što su testovi krvi obično ne objašnjavaju simptome ili opterećenje simptomima. Ova poteškoća u prepoznavanju procesa koji leže u pozadini simptoma funkcionalnih poremećaja često je rezultirala neshvaćanjem ovih stanja i ponekad stigmatizacijom u medicini i društvu.
Funkcionalni poremećaji mogu utjecati na osobe svih dobi, etničkih skupina i socioekonomskog statusa. Kronični tijek poremećaja čest je i značajno sniževa kvalitetu života te je povezan s visokim troškovima zdravstvene skrbi. Međutim, simptomi sami po sebi nisu prijetnja životu i smatraju se da ih je moguće promijeniti liječenjem. U nekim zemljama nedostaju specijalizirane službe za liječenje funkcionalnih poremećaja; međutim ovo područje se mijenja. Istraživanje također raste u ovom području, a postoji nada da će implementacija snažnih istraživanja potaknuta znanošću omogućiti će razvoj učinkovite podrške osobama s funkcionalnim poremećajima.
Postoji mnogo različitih dijagnoza funkcionalnih poremećaja koje se mogu postaviti ovisno o simptomu ili sindromu koji je najproblematičniji. Sindrom je skup simptoma - oni mogu biti poznati kao "funkcionalni somatski sindromi". Primjeri za to uključuju: Sindrom iritabilnog crijeva (gastrointestinalni simptomi), stalna stanja umora, sindromi kroničnog bola, kao što je kronična raširena bol (fibromialgija) i funkcionalni neurološki poremećaj. Pojedinačnim simptomima također se može dodijeliti dijagnostička oznaka, na primjer "funkcionalna bol u prsima", "funkcionalna konstipacija" ili "funkcionalni napadaji".
Preciznije, ta bi se stanja mogla nazvati 'funkcionalni somatski poremećaji'. Somatski znači 'od tijela'. Ovo je važno radi razlikovanja funkcionalnih somatskih poremećaja od psihijatrijskih bolesti koje su se povijesno također smatrale funkcionalnim poremećajima u nekim sustavima klasifikacije, budući da često ispunjavaju gore navedene kriterije. Od sada nadalje, ovaj se članak prvenstveno odnosi na funkcionalne poremećaje kod kojih se općenito shvaća da primarni zabrinjavajući simptomi potječu iz tijela.  

## Preklapanje
Iako se pojedincu može dijagnosticirati jedan funkcionalni sindrom, postoji preklapanje simptoma između raznih dijagnoza funkcionalnog poremećaja. Na primjer, nije neuobičajeno imati dijagnozu sindroma iritabilnog crijeva (IBS) i kronične raširene boli/fibromialgije. Svi funkcionalni poremećaji imaju zajedničke čimbenike rizika i čimbenike koji doprinose njihovoj postojanosti. Pristupi funkcionalnim poremećajima tradicionalno se razlikuju među medicinskim specijalnostima. Istraživači i kliničari sve više prepoznavaju odnose između ovih sindroma.

## Terminologija i dijagnostički kriteriji
Terminologija za funkcionalne poremećaje dugo je bila prepuna konfuzije i kontroverzi, s mnogo različitih izraza koji se koriste za njihovo opisivanje. Ponekad se funkcionalni poremećaji poistovjećuju ili pogrešno miješaju s dijagnozama poput kategorije "somatoformni poremećaji", "medicinski neobjašnjivi simptomi", "psihogeni simptomi" ili "konverzivni poremećaji". No, to nije točno, funkcionalni poremećaji i navedene dijagnostičke oznake nisu identične i označavaju različite skupine simptoma. Treba napomenuti da se neki od ovih izraza sada više ne smatraju točnima i mnogi ih smatraju stigmatizirajućima.
Trenutačno 11. revizija međunarodne klasifikacije bolesti i srodnih zdravstvenih problema(MKB-11) ima specifične dijagnostičke kriterije za određene poremećaje koje bi mnogi kliničari smatrali funkcionalnim somatskim poremećajima, poput IBS-a ili kronične raširene boli/fibromialgije i disocijativni poremećaj neuroloških simptoma.
Postoji tradicija zasebnih sustava dijagnostičke klasifikacije unutar klasifikacije medicinskih i mentalnih poremećaja. U 5. izdanju Dijagnostičkog i statističkog priručnika za duševne poremećaje (DSM-5) stariji termin "somatoform" (DSM-IV) zamijenjen je "poremećajem somatskih simptoma", što je poremećaj karakteriziran trajnim somatskim (fizičkim) simptom(ima)) i povezanim psihološkim problemima do te mjere da ometaju svakodnevno funkcioniranje i uzrokuju stres. Poremećaj tjelesnog distresa je srodni pojam u MKB-11. Poremećaj somatskih simptoma i poremećaj tjelesnog distresa značajno se preklapaju s funkcionalnim poremećajima i često se propisuju ako bi nekome koristile psihološke terapije koje se bave psihološkim ili bihevioralnim čimbenicima koji pridonose postojanosti simptoma. Međutim, važno je imati na umu da osobe sa simptomima koji se djelomično mogu objasniti strukturnom bolešću (na primjer rak) također mogu zadovoljiti kriterije za dijagnozu funkcionalnih poremećaja, poremećaja somatskih simptoma i poremećaja tjelesnog distresa.

## Prevalencija
Procijenjena prevalencija uveliko varira ovisno o osnovnom dominantnom simptomu ili sindromu. U kliničkoj populaciji funkcionalni poremećaji su česti i utvrđeno je da se pojavljuju u otprilike jednoj trećini konzultacija u specijalističkoj praksi i primarnoj zdravstvenoj zaštiti.
Stope se razlikuju u kliničkoj populaciji u usporedbi s općom populacijom i varirat će ovisno o kriterijima korištenim za postavljanje dijagnoze. Na primjer, smatra se da sindrom iritabilnog crijeva pogađa 4,1%, a fibromialgija 0,2-11,4% globalne populacije.
Nedavna velika studija provedena na uzorcima stanovništva u Danskoj pokazala je sljedeće: Ukupno je 16,3% odraslih prijavilo simptome koji ispunjavaju kriterije za barem jedan funkcionalni somatski sindrom, a 16,1% ispunjavaju kriterije za sindrom tjelesnog distresa.

## Uzroci
Postoje modeli objašnjenja koji podupiru naše razumijevanje funkcionalnih poremećaja, a obično postoje višestruki i složeni čimbenici koji su uključeni u individualnom razvoju simptoma. Čimbenici koji pridonose poremećaju zahtijevaju razmatranje čimbenika koji se odnose na biomedicinsko, psihološko, socijalno i materijalno okruženje tog pojedinca - što zahtijeva personalizirani, prilagođeni pristup.
Zdravstveni djelatnici smatraju korisnim razmotriti tri glavne kategorije čimbenika: predisponirajući, precipitirajući i perpetuirajući (doprinosni) čimbenici.
Predisponirajući čimbenici: to su čimbenici koji osobu čine ranjivijom na pojavu funkcionalnog poremećaja; a uključuju biološke, psihološke i socijalne čimbenike. Kao i kod svih zdravstvenih stanja, neki ljudi vjerojatno imaju predispoziciju za razvoj funkcionalnih poremećaja zbog svog genetskog sklopa. Međutim, nisu identificirani pojedinačni geni koji su povezani s funkcionalnim poremećajima. Epigenetski mehanizmi (mehanizmi koji utječu na interakciju gena s njihovom okolinom) vjerojatno su važni i proučavani su u odnosu na hipotalamo-hipofizno-nadbubrežnu osovinu. Uz genetske/epigenetske promjene, drugi predisponirajući čimbenici uključuju trenutnu ili prethodnu somatsku/tjelesnu bolest ili ozljedu te endokrine, imunološke ili mikrobne čimbenike. Funkcionalni poremećaji se češće dijagnosticiraju u ženskim bolesnicima. Razlozi za to su složeni i višestruki, a vjerojatno uključuju i biološke i društvene čimbenike. Na primjer, ženski spolni hormoni mogu utjecati na funkcioniranje imunološkog sustava. Medicinska pristranost vjerojatno pridonosi spolnim razlikama u dijagnozi: ženama je vjerojatnije da će liječnici dijagnosticirati funkcionalni poremećaj nego muškarcima.
Osobe s funkcionalnim poremećajima također imaju veću stopu prethodnih mentalnih i fizičkih zdravstvenih problema, uključujući depresiju i anksiozne poremećaje, posttraumatski stresni poremećaj, multiplu sklerozu i epilepsiju. Stil osobnosti je predložen kao čimbenik rizika u razvoju funkcionalnih poremećaja, ali je učinak svake pojedinačne osobine ličnosti promjenjiv i slab. Aleksitimija (poteškoće s prepoznavanjem i imenovanjem emocija) opširno je proučavana kod pacijenata s funkcionalnim poremećajima i ponekad se tretira kao dio liječenja. Migracija, kulturno i obiteljsko razumijevanje bolesti također su čimbenici koji utječu na mogućnost da pojedinac razvije funkcionalni poremećaj. Izloženost bolesti u obitelji tijekom odrastanja ili roditelji koji su zdravstveni radnici ponekad se smatraju čimbenicima rizika. Nepovoljna iskustva iz djetinjstva i traumatska iskustva svih vrsta su poznati kao važni čimbenici rizika.
Precipitirajući čimbenici : ovo su čimbenici za koje se čini da kod nekih pacijenata izazivaju nastanak funkcionalnog poremećaja. Tipično, oni uključuju ili akutni uzrok fizičkog ili emocionalnog stresa, na primjer operaciju, virusnu bolest, prometnu nesreću, iznenadnu žalost ili razdoblje intenzivnog i dugotrajnog preopterećenja kroničnim stresorima (na primjer poteškoće u romantičnoj vezi, posao ili financijski stres ili obveze skrbi). Neće sve pogođene osobe moći prepoznati očite precipitirajuće čimbenike, a neki funkcionalni poremećaji razvijaju se postupno tijekom vremena.
Perpetuirajući čimbenici (mehanizmi bolesti): To su čimbenici koji pridonose razvoju funkcionalnog poremećaja kao trajnog stanja i održavanju simptoma. To može uključivati stanje fizioloških sustava uključujući imunološki i neuroimuni sustav, endokrini sustav, mišićno-koštani sustav, ciklus spavanja i budnosti, mozak i živčani sustav, misli i iskustva osobe, osobni doživljaj tijela, društvena situacija i okruženje. Svi ti slojevi međusobno djeluju. Mehanizmi bolesti su terapijski važni jer se smatraju potencijalnim ciljevima liječenja.
Točne mehanizme bolesti koji su odgovorni za održavanje funkcionalnog poremećaja pojedinca treba razmotriti na individualnoj osnovi. Međutim, predloženi su različiti modeli koji objašnjavaju kako se simptomi razvijaju i nastavljaju. Čini se da kod nekih ljudi postoji proces središnje senzibilizacije, kronična upala niskog stupnja. ili promijenjena reaktivnost na stres posredovana preko Hipotalamusno-hipofizno-nadbubrežna (HPA) osovina. Za neke ljude mehanizmi pažnje vjerojatno su važni. Općenito, percepcije bolesti ili ponašanja i očekivanja pridonose održavanju narušenog fiziološkog stanja.
Perpetuirajući mehanizmi bolesti često se konceptualiziraju kao 'začarani krugovi', koji naglašavaju nelinearne obrasce uzročnosti karakteristične za ove poremećaje. Drugi ljudi usvajaju model prema kojem pokušavaju postići što višena 'dobrim danama' što rezultira iscrpljenošću na danima nakon toga i pogoršanje simptoma (ponekad zvano 'Boom-Bust').
Depresija, PTSP, poremećaji spavanja i anksiozni poremećaji također mogu produžiti funkcionalne poremećaje i treba ih identificirati i liječiti tamo gdje su prisutni. Često je potrebno uzeti u obzir nuspojave ili učinke ustezanja od lijekova. Jatrogeni čimbenici poput nepostojanja jasne dijagnoze, osjećaj da zdravstveni djelatnik ne vjeruje pacientu ili ga ne shvaća ozbiljno, višestruki (invazivni) dijagnostički postupci, neučinkoviti tretmani i nedobijanje objašnjenja za simptome mogu povećati zabrinutost i nesvrsishodna ponašanja u vezi s bolešću. Nepotrebne medicinske intervencije (testovi, operacije ili lijekovi) također mogu uzrokovati štetu i pogoršati simptome.

## Dijagnoza
Dijagnozu funkcionalnog poremećaja obično postavlja liječnik u zdravstvenom okruženju - to može biti liječnik primarne zdravstvene zaštite ili obiteljski liječnik, bolnički liječnik ili specijalist u području psihosomatske medicine ili psihijatar. Liječnik primarne zdravstvene zaštite ili obiteljski liječnik općenito će igrati važnu ulogu u koordinaciji liječenja s kliničarom sekundarne zdravstvene zaštite ako je potrebno.
Dijagnoza je esencialno klinička, pri čemu kliničar poduzima temeljitu medicinsku i mentalnu anamnezu i fizički pregled. Dijagnoza se treba temeljiti na prirodi prisutnih simptoma i predstavlja dijagnozu " uključivanja" za razliku od dijagnoze "isključivanja" - to znači da se temelji na prisutnosti pozitivnih simptoma i znakova koji slijede karakterističan uzorak. Obično postoji proces kliničkog razmišljanja da bi se došlo do ove točke i procjena može zahtijevati nekoliko posjeta, u idealnom slučaju kod istog liječnika.
U kliničkom okruženju ne postoje laboratorijski ili slikovni testovi koji se mogu dosljedno koristiti za dijagnosticiranje stanja; međutim, kao što je slučaj sa svim dijagnozama, često će se poduzeti dodatni dijagnostički testovi (kao što su krvni testovi ili dijagnostičko snimanje) kako bi se razmotrila prisutnost osnovne bolesti. Međutim, postoje dijagnostički kriteriji koji se mogu koristiti kao pomoć liječniku u procjeni postoji li vjerojatnost da pojedinac pati od određenog funkcionalnog sindroma. Oni se obično temelje na prisutnosti ili odsutnosti karakterističnih kliničkih znakova i simptoma. Upitnici za samoprocjenu također se mogu koristiti/biti od pomoći.
Nije neuobičajeno da funkcionalni poremećaj postoji zajedno s drugom dijagnozom (na primjer, funkcionalni napadaji mogu postojati zajedno s epilepsijom ili sindromom iritabilnog crijeva s upalnom bolesti crijeva. Ovo je važno prepoznati jer dodatni pristupi liječenja mogu biti indicirani kako bi pacijent postigao odgovarajuće olakšanje od svojih simptoma. 
Dijagnostički proces smatra se važnim korakom za uspješno napredovanje liječenja. Kada zdravstveni djelatnici postavljaju dijagnozu i provode liječenje, važno je komunicirati otvoreno i pošteno i ne upasti u zamku dualističkih koncepata – odnosno razmišljanja “ili mentalno ili tjelesno”; ili pokušaj "ponovnog pripisivanja" simptoma pretežno psihosocijalnom uzroku. Često je važno prepoznati potrebu za prekidom nepotrebnog dodatnog dijagnostičkog testiranja ako je postavljena jasna dijagnoza.

## Liječenje
Funkcionalni poremećaji mogu se uspješno liječiti i smatraju se reverzibilnim stanjima. Strategije liječenja trebale bi integrirati biološku, psihološku i socijalnu perspektivu. Većina pogođenih ljudi ima koristi od podrške i ohrabrenja u ovom procesu, idealno uz pratnju multidisciplinarnog tima sa stručnim znanjem u liječenju funkcionalnih poremećaja. Članovi obitelji ili prijatelji također mogu pomoći u oporavku.
Što se tiče samoliječenja, postoje mnoge osnovne stvari koje se mogu učiniti kako bi se optimizirao oporavak. Učenje i razumijevanje stanja je samo po sebi korisno. Mnogi ljudi mogu koristiti tjelesne tegobe kao signal za usporavanje i preispitivanje svoje ravnoteže između napora i oporavka. Tjelesne tegobe mogu se koristiti kao signal za početak uključivanja mjera za smanjenje stresa i uravnotežen način života (rutina, redovita aktivnost i opuštanje, prehrana, društveni angažman) koji mogu pomoći u smanjenju simptoma i ključni su za poboljšanje kvalitete života. Praksa pomnosti (mindfulness) može biti korisna za neke ljude. Sveukupni cilj liječenja je prvo stvoriti uvjete potrebne za oporavak, a zatim isplanirati program rehabilitacije za ponovno uvježbavanje veza uma i tijela koristeći sposobnost tijela da se mijenja. Mogu se podučiti određenim strategijama za upravljanje simptomima crijeva, boli ili napadajima. Iako se općenito posvečuje pre malo pažnje ulozi lijekova u liječenju, lijekovi za smanjenje simptoma mogu biti indicirani u nekim slučajevima, na primjer kada su raspoloženje ili bol značajan problem, sprječavajući odgovarajući angažman u rehabilitaciji. Važno je riješiti popratne čimbenike kao što su poremećaji spavanja, bolovi, depresija i anksioznost te poteškoće s koncentracijom.
Fizioterapija može biti relevantna za programe vježbanja i aktivacije ili kada slabost ili bol predstavljaju problem. Psihoterapija bi mogla biti korisna u istraživanju obrazaca misli, radnji i ponašanja koji bi mogli pokretati negativan ciklus – na primjer, rješavanje očekivanja bolesti ili preokupacija simptomima. Članovi obitelji ili prijatelji također mogu pomoći u oporavku. Opseg istraživanja o liječenju funkcionalnih poremećaja utemeljenom na dokazima raste. Neki postojeći tretmani temeljeni na dokazima uključuju fizioterapiju i kognitivno-bihevioralnu terapiju (KBT) za funkcionalni neurološki poremećaj i modifikaciju prehrane ili sredstva za ciljanje crijeva za sindrom iritabilnog crijeva.
Za neke pacijente, osobito one koji su godinama živjeli s funkcionalnim poremećajem, realno liječenje uključuje fokus na upravljanje simptomima i poboljšanja kvalitete života. Prihvaćanje simptoma i ograničenja koja oni uzrokuju može biti važno u ovakvim situacijama i većina ljudi može vidjeti znatno poboljšanje u svom stanju. Za to su ključni odnosi podrške sa zdravstvenim timom.

## Kontroverze i stigma
Unatoč priličnom napretku u zadnjim godinama, osobe s funkcionalnim poremećajima i dalje trpe suptilne i otvorene forme diskriminacije od strane kliničara, istraživača i javnosti. Stigma je često iskustvo za pojedince koji imaju funkcionalne simptome i često je potiče od u prošlosti uvriježenih stavovima i činjeničnih grešaka. S obzirom na to da funkcionalni poremećaji obično nemaju specifične biomarkere ili nalaze na strukturnom prikazu koji se obično poduzimaju u rutinskoj kliničkoj praksi, to dovodi do mogućnosti da simptomi budu pogrešno shvaćeni, poništeni ili odbačeni, što dovodi do negativnih iskustava kada pojedinci traže pomoć.
Osobe s funkcionalnim poremećajima često opisuju iskustva sumnje, okrivljavanja i doživljavanja kao manje 'istinske' od onih s drugim poremećajima. Neki kliničari smatraju da osobe s funkcionalnim poremećajima umišljaju svoje simptome, varaju se ili sumnjaju u razinu svojevoljne kontrole koju imaju nad svojim simptomima. Kao rezultat toga, osobe s ovim poremećajima često dugo čekaju da ih pregledaju stručnjaci i dobiju odgovarajuće liječenje. Ovo se mijenja, a članske organizacije pacijenata/zastupničke skupine bile su ključne u dobivanju priznanja za pojedince s ovim poremećajima.
Dio ove stigme također pokreću teorije o "dualizmu uma i tijela", koji se često pojavljuje kao područje od važnosti za pacijente, istraživače i kliničare u području funkcionalnih poremećaja. Umjetno razdvajanje uma/mozga/tijela (na primjer, korištenje izraza kao što su; "fizičko naspram psihološkog" ili "organsko naspram neorganskog") potiče nesporazume i pogrešne predodžbe u vezi ovih poremećaja i samo sprječava napredak u znanstvenoj domeni i za pacijente koji traže liječenje. Trenutna istraživanja odmiču se od dualističkih teorija i priznaju važnost cijele osobe, i uma i tijela, u dijagnozi i liječenju ovih stanja.

## Daljnja istraživanja (budući smjerovi)
Upute za istraživanje uključuju bolje razumijevanje procesa koji leže u osnovi funkcionalnih poremećaja, utvrđivanje uzroka simptoma i poboljšanje putova integrirane skrbi/liječenja za pacijente.
U tijeku su istraživanja bioloških mehanizama koji podupiru funkcionalne poremećaje. Važno je razumjeti kako stres utječe na tijelo tijekom života, na primjer putem imunološkog, endokrinog i autonomnog živčanog sustava. Suptilne disfunkcije ovih sustava, na primjer kroz kroničnu upalu niskog stupnja ili disfunkcionalne obrasce disanja, sve se više smatra da su u osnovi funkcionalnih poremećaja i njihovog liječenja. Međutim, potrebno je više istraživanja prije nego što se ti teorijski mehanizmi mogu klinički koristiti za usmjeravanje liječenja pojedinog pacijenta.
Kako bi se riješili ti nedostaci, postoji nekoliko mreža istraživača koji rade na području funkcionalnih poremećaja. Nadamo se da će takve mreže integrirati međudisciplinarno znanje i istraživanje, pretvarajući to u bolje usluge i podršku za funkcionalne poremećaje, te u konačnici poboljšati skrb za pacijente.